# Tōkaidō Shinkansen
Tōkaidō Shinkansen (jap. 東海道新幹線) – linia kolejowa w Japonii, należąca do sieci superekspresów Shinkansen. Łączy główne miasta i ośrodki przemysłowe Japonii (m.in. Tokio, Nagoja, Osaka). Ma długość 515 km, na trasie znajduje się 17 stacji, ok. 3 tys. mostów oraz 66 tuneli. 
Otwarta w październiku 1964 roku, była to pierwsza linia kolei dużej prędkości na świecie, w momencie otwarcia pozwalająca na rozwijanie prędkości 210 km/h. W 2012 pociągi osiągały tu maksymalną prędkość 270 km/h, a w 2017 – 285 km/h.